# Ouled Mansour
Ouled Mansour là một đô thị thuộc tỉnh Msila, Algérie. Dân số thời điểm năm 2002 là 4.896 người.